# Grčka retorika
Retorika (starogrč. ῥήτωρ, govornik, orator)  ili govorništvo općenito je umijeće ili tehnika govorne komunikacije s praktičnom svrhom uvjeravanja sugovornika. Takvo slikovito, dojmljivo, uvjerljivo izražavanje može biti bilo usmeno (javni govori) bilo pismeno (različiti povijesni, politički i književni spisi).
Legitimnost ovoj disciplini (najstarijoj disciplini koja se sustavno bavi jezikom) daje činjenica – na koju ukazuje i Aristotel – da između istine i zablude postoji međuprostor u kojemu vladaju prijepornost, neizvjesnost, vjerojatnost i vjerodostojnost. Primjeri područjā koja, po svojoj prirodi, ne poznaju konačna već samo privremena i vjerojatna rješenja jesu politika i pravo.
Iako se u različitim dokumentima nalaze tragovi o njegovanom načinu govora i izraza u različitih starih mediteranskih i orijentalnih naroda, pogotovu kod stalnih dvorskih savjetnika, poslanika, svećenika i zagovornika različitih interesa, retorska vještina je djelo grčkoga duha. Kao praksu širili su je sofisti (koji su znali zloupotrebljavati retoriku - izopčavanja i pretjerane rječitosti kod retorskih nastupa radi stranačkih razmirica i prepirki).
U grčkom govorništvu treba razlikovati prirodno od umjetnoga. Prirodno govorništvo zastupaju u Homerovo doba kraljevi, a poslije umni državnici, koji su prirođenim darom govora u narodnoj skupštini stekli najveći ugled. Kao takvi se u Ateni spominju Temistoklo i Periklo. Svi su ti govori umjetno sastavljeni i dobro obrazloženi, a kako se pokraj toga odlikuju vjernom karakterizacijom lica i lijepim jezikom, nije ni čudo, da su stari, osobito stoici, smatrali Homera ocem govorništva te preporučivali njegove kao uzor. Umjetno se govorništvo počelo razvijati u Siciliji, posebito u Sirakusi, gdje je 465. g. pr. Kr. tiranska vlada zamijenjena demokratskom. Osnivačem retorike se smatra Koraks čije je djelo vezano za uspostavu demokracije u Sirakusi pri čemu je došlo do velike potrebe za javnim raspravljanjima i dokazivanjima. On je govor podijelio u pet dijelova (proemij, naracija, dokazi, pomoćne primjedbe i peroracija), uz figuru opće vjerojatnosti (grč. eikos), koja je mogla djelovati u oba smjera: pro et contra. U Grčku su govorništvo u posljednjoj četvrti 5. vijeka prenijeli sofisti, koji su obećavali, da će svakoga naučiti, da bude "vješt riječima i djelima". Najznamenitiji su bili Gorgija, Protagora, Hipija i Prodik. Njihov se
dolazak u gdjekojim gradovima naveliko slavio. Mladići bi dolazili k njima, kako bi mogli slušati njihove kićene govore i da se za veliki novac i uče govorničkoj vještini. 
Gorgija se poglavito bavio svečanim govorima (grč. genos epideiktikon). Najpoznatiji govori su mu bili: Olimpijski (grč. olimpikos), Nadgrobni govor (grč. epitafios). Govori su mu bili kićeni raznim retorskim figurama (metafora, anafora, asonancija, paronomasija), a kako se kod toga služio jezikom atičke drame (iako je Jonjanin) postao je tvorcem umjetne atičke proze.
U Ateni, gdje je vladala potpuna demokracija i s njome sloboda govora, mogao se svaki punoljetni građanin u sudu i u narodnoj skupštini pa i inače kod svečanih zgoda istaknuti, samo ako je bio vješt govornik; a mogao je i kao logograf pisati govore za druge, da ih nauče na pamet i govore na sudu. U Ateni je umjetno govorništvo donio Gorgija iz Leontina u donjoj Italiji, koji je 427. g. kao poslanik došao u Atenu, gdje je kićenim govorom svoje slušaoce tako opčinio, da su sinovi bogatih kuća rado dolazili k njemu na nauk. Osobita mu je zasluga, što je stvorio umjetničku atičku prozu. Između desetorice uzornih atičkih govornika najistaknutiji su Isej, Isokrat, Demosten, Eshin i Likurg. Važno je spomenuti još jednog govornika, koji je se javlja 110. pr. Kr., Hermagora koji obnavlja bitne elemente atičke retorike i osniva tzv. Skolastičku retoriku. On je naglasio potrebu studija retorike kao umijeća. Inače Hermagora je ostavio veliki utjecaj na rimske retoričare (Horentcije, Kvintilijan). Dva velika filozofa su imala svoja shvaćanja retorike. Platon je u retorici vidio kritiku koja je na granici između filozofije i državništva. Aristotel je gledao na retoriku kao popularni ogranak logike kao vještina javnog dokazivanja i uvjeravanja, ona može biti korektivna, instruktivna, sugestivna i defenzivna.

## Vrste govora po Aristotelu
Aristotel razlikuje tri različite vrste govora:
1. Politički ili savjetodavni govor
2. Sudski ili sudbeni govor
3. Epideiktički ili svečani govor.

Političko govorništvo (grč. γένος συμβουλευτικόν ili δημαγωγικόν): ovdje govornik potiče ili odvraća od konkretnih radnji koje treba, odnosno ne treba, poduzeti u budućnosti. Cilj političkog govornika jest uvjeriti u korisnost ili štetnost nečega: onaj tko potiče, savjetuje na nešto bolje, a onaj tko odvraća, odvraća od nečega gorega. Ono o čemu se ljude savjetuje jesu primjerice prihodi, rashodi, rat, mir i obrana zemlje.
Sudsko govorništvo (grč. γένος δικανικόν): ovdje se susreće optužba (grč. κατηγορία) i obrana (grč. ἀπολογία). Ono može biti javno (grč. δημόσιον) i privatno (grč. ἰδιωτικόν). Glavna svrha sudskog govorništva jest ukazati na istinitost ili neistinitost tvrdnji o radnjama koje su se dogodile u prošlosti; ono se bavi pitanjima odgovornosti, krivnje, pravde, nepravde. Nepravedan je čin ili postupak onaj koji je svojevoljan i protivan zakonu. Zakon može biti poseban (pisani zakon države) i opći (norma koju priznaju svi ljudi).
Epideiktičko govorništvo (grč. γένος ἐπιδεικτικόν ili πανηγυρικόν): ovdje govornik nekoga ili nešto hvali, imajući najviše u vidu sadašnjost, jer polazi od trenutačnog stanja. Govornik treba dokazati da su radnje čovjeka kojeg hvali uzvišene, vrijedne te ispunjene vrlinom, čiji su dijelovi pravednost, hrabrost, mudrost, darežljivost, velikodušnost, podašnost i razboritost.

## Pet kanona retorike
Umijeće pripreme i izlaganja govora pred publikom ima pet sastavnica:
Prikupljanje (grč. εὕρεσις; lat. inventio). Osnova je umijeća izlaganja prikladno argumentiranje i donošenje uvjerljivih zaključaka (topika). U ovoj je točki svrha pronaći argumente najprikladnije za određeni sadržaj govora. Prema Aristotelu, da bi govor bio uvjerljiv, mora se oslanjati na već postojeće mišljenje slušača. Umijeće govornika jest u tome da uvjeri slušače kako su zaključci nužni jer proizlaze iz njihovih vlastitih uvjerenja.
Raspoređivanje (grč. τάξις; lat. dispositio). Ovo je umijeće prikladnog organiziranja elemenata iz prve faze: govornik treba doraditi svoje argumente i njihovu strukturu prije nego što prijeđe na fazu dotjerivanja stila te konačno na samu izvedbu. Kasniji učitelji govorništva govorili su o više dijelova govora. Ovo je jedna od predloženih podjela:
- Uvod, privlačenje pažnje, zanimanja i naklonosti slušača  (grč. προοίμιον; lat. esordium)
- Izlaganje s argumentima, glavni dio govora (grč. διήγησις; lat. narratio)
- Dokazivanje i potkrepa (grč. ἀγών; lat. confirmatio ili probatio)
- Pobijanje mogućih protuargumenata (grč. λύσις; lat. confutatio)
- Zaključak ili svršetak, rekapitulacija rečenoga, pozivanje na emocije publike, efektan završetak  (grč. ἐπίλογος; lat. peroratio).

Sastavljanje (grč. λέξις; lat. elocutio). Ovdje se radi o odabiru stila primjerenog temi, publici i govorniku samom. Podrazumijeva čisto formalno dotjerivanje pojedinih rečenica (upotrebom retoričkih figura) kako govor ne bi bio samo informativan nego i lijep i svjež.
Učenje govora (grč. μνήμη; lat. memoria). Pamćenje je ključna sposobnost govornika, koja se može vježbati i mnemotehnikom.
Govorna izvedba (grč. ὑπόκρισις; lat. actio). Podrazumijeva korištenje najučinkovitijih verbalnih (dikcija) i neverbalnih govorničkih tehnika. Najbolje su antičke govornike krasile suzdržane kretnje tijela i odsutnost gestikulacije.

## Desetorica atičkih govornika
Kanonskom desetoricom atičkih govornika smatrali su se najveći govornici i logografi klasičnog razdoblja (5. – 4. st. pr. Kr.). To su: Andokid, Antifon, Lisija, Isokrat, Isej, Demosten, Eshin, Hiperid, Likurg i Dinarh. 
Ova je desetorica retora ostavila najveći utjecaj na ostale, a posebno rimske govornike. Živjeli su i djelovali u doba od druge polovice Peloponeskog rata (431. pr. Kr. – 404. pr. Kr.) pa do vremena kad je Atena došla pod makedonsku vlast.
Antifon je rođen u atičkom selu Ramnutu oko 480. pr. Kr. Bio je govornik, učitelj govorništva i logograf. Bio je jedan od oligarha koji su 411. pr. Kr. srušili demokratski ustav i svu vlast predali vijeću od 400 članova, zbog čega je smaknut. Od njegovih je mnogih govora sačuvano samo 15, i sva se tiču ubojstava. Svojom vještinom u dokazivanju podsjeća na mnoge sofiste. Stil mu je ozbiljan, krut, bez hijata i umjetnih perioda.
Lisija, sin bogatog Kefala, živio je u 5. – 4. st. pr. Kr. Govorništvu ga je učio Tisija u Turiju. Vratio se u Atenu nakon pada 30-orice tirana i optužio ubojicu Eratostena. Taj mu je govor pribavio epitet uglednog govornika. Njegovao je sve tri vrste govora a ponajviše sudsko govorništvo. Pripovijedanje mu je bilo jednostavno i ljupko, a dokazivanje jasno i oštroumno, jezik čist i jasan, a stil jednostavan i nekićen. Jedan od najpoznatijih njegovih govora je Protiv Eratostena.
Isokrat, sin imućnog graditelja frula Teodora, rođen je 436. pr. Kr. Učitelji su mu bili Prodik i Gorgija, a družio se i sa Sokratom. Umro je poslije Bitke kod Heroneje (338. pr. Kr.), gotovo stogodišnjak. Neki kažu da je umro od gladi (nije htio jesti). Sačuvan je 21 govor i 9 listova. Među poznatijima su mu Govor protiv sofista, te svečani govori Na zboru i Panegirik, u slavu grada Atene. Njegov politički ideal bio je sloga svih Helena protiv barbara. Više je pazio na ljepotu stila nego na sadržaj, služio se brižnim uklanjanjem hijata, prozaičkim ritmom, pomnjivim izborom figura. Njegov je stil označen kao srednji, između starog Antifonova i jednostavnog Lisijina.

## Vanjske poveznice
- (engl.) Životi desetorice govornika, Pseudo-Plutarhove biografije atičkih govornika, temeljene na djelu O stilu desetorice govornika Cecilija iz Kalakte.